# ربات (رقص)

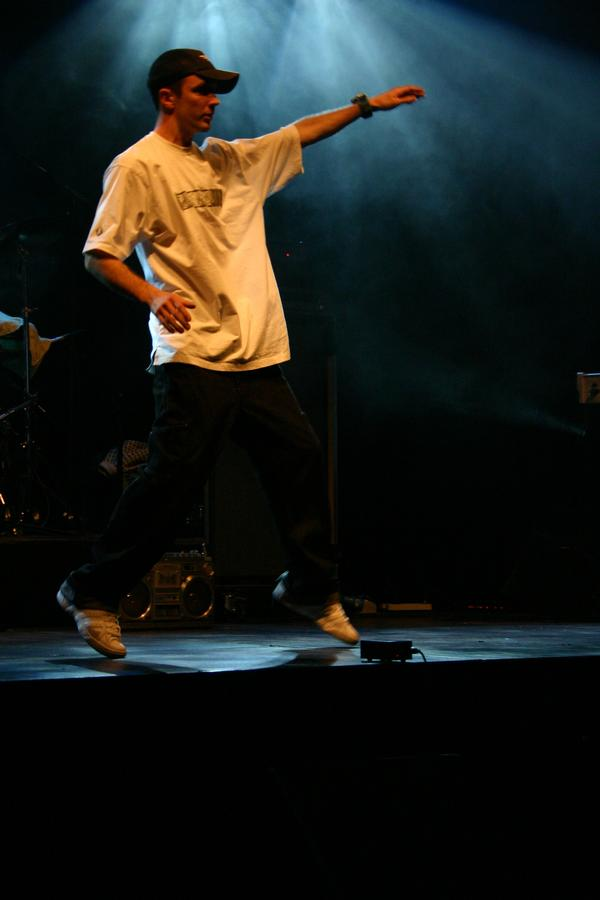
یک فرد در حال اجرای رقص ربات

روبات (به انگلیسی: Robot) نام سبک رقصی است که رقصنده در آن سعی می‌کند که رقص خود را همانند حرکات یک روبات انجام دهد. این رقص زمانی به معروفیت رسید که برای اولین بار مایکل جکسون از آن در هنگام اجرای ترانهٔ رقص ماشین استفاده کرد.